# Real Observatorio de Bélgica
El Real Observatorio de Bélgica (en francés: Observatoire Royal de Belgique; en neerlandés: Koninklijke Sterrenwacht van België) es un observatorio astronómico situado en la localidad belga de Uccle (Ukkel en neerlandés) desde 1890. Tiene el código 012 en la Lista de Códigos de Observatorios del Minor Planet Center. 
Fue fundado en 1834 por Adolphe Quetelet. Se trasladó a Uccle en 1890. Albergó un reflector Zeiss de 100 cm de diámetro de apertura, uno de los telescopios más grandes del mundo en su momento. Ha tenido una variedad de otros instrumentos astronómicos, como astrógrafos, así como una serie de equipamiento sismográfico para detectar terremotos.